# Caudron C.714
El Caudron C.714 perteneció a una serie de cazas ligeros desarrollados por la firma Société des Avions Caudron para el Armée de l'Air francés, ante el inminente inicio de la Segunda Guerra Mundial. La versión de serie C.714, fue asignada a los pilotos polacos que volaron en Francia tras la caída de Polonia en 1939. Un reducido número de estos aparatos fueron utilizados por Finlandia.

## Diseño y desarrollo

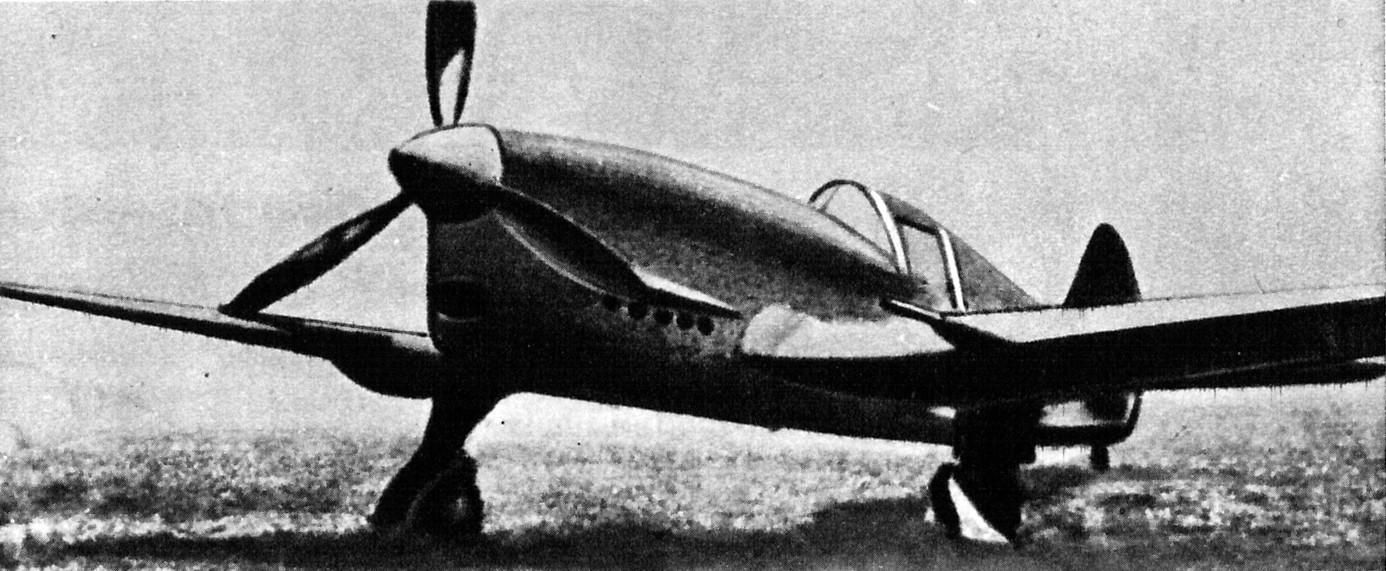
Caudron C.713

La especificación original que dio lugar a la serie C.710 fue ofrecida en 1936 para elevar rápidamente el número de modernos aviones en servicio francés, proporcionando un "caza ligero" de construcción en madera que podría construirse rápidamente en grandes cantidades sin perturbar la producción de los tipos existentes. El contrato final consideró a tres diseños, los Arsenal VG-33, Bloch MB.700 y C.714, siendo ordenados prototipos de los tres.
El modelo original C.710 era un diseño angular desarrollado a partir de una serie de aerodinámicos aviones de carreras diseñados por el ingeniero diseñador Marcel Riffard que se había unido a la compañía Société des Avions Caudron como diseñador jefe en 1932, y que consiguieron consecutivamente la victoria en las ediciones de la Coupe Deutsch de la Meurthe de 1934,(Caudron C.450) 1935 (Caudron C.460) y 1936. Una característica común de esta línea de aeroplanos fue el morro extremadamente largo con la cabina muy atrás del fuselaje. El perfil fue el resultado de la utilización del motor lineal V12 invertido Renault 12R-01 de 370 kW (500 hp), que tenía un pequeño corte transversal y fue bastante fácil racionalizar, aunque era muy largo. El tren de aterrizaje era fijo y el estabilizador vertical similar al del tipo usado durante la I Guerra Mundial en semicírculo en lugar de un diseño triangular o trapezoidal más común. El armamento consistía en el cañón Hispano-Suiza HS.9 alojado en un contenedor bajo cada ala.
El prototipo Caudron C.710 voló por primera vez el 18 de julio de 1936. A pesar de su escaso tamaño, mostró en seguida su gran potencial de desarrollo y fue capaz de alcanzar una velocidad de nivel de 470 km/h durante las pruebas de vuelo, lo que era superior a la mayoría de los cazas contemporáneos. El desarrollo continuó con los C.711 y C.712 con motores más potentes. Posteriormente apareció el C.713 Cyclone que voló el 15 de diciembre de 1937; era similar al C.710 en cuanto a líneas generales de diseño y planta motriz, pero introducía un tren de aterrizaje retráctil con rueda de cola y una deriva modificada.
La evolución final de la serie C.710 fue el prototipo C.714.01 una variación sobre el C.713 que voló por primera vez en abril de 1938. Los cambios principales fueron un ala de perfil mejorado y un fuselaje reforzado. La Armée de l'Air ordenó 20 C.714 de serie el 5 de noviembre de 1938, con opciones para otros 180. En dicha orden se solicitaba en lugar de dos cañones, que el avión incorporara cuatro ametralladoras de 7,5 mm MAC 1934 en contenedores de dos bajo cada ala. Estaba impulsado por la versión más reciente del motor R-03, que introdujo un nuevo carburador que pudiera operar en g negativa. La producción se inició en una fábrica de Renault en los suburbios de París en el verano de 1939. El C.714 tenía una configuración de monoplano de ala baja cantilever y estaba construido en madera, excepto las superficies de mando, que eran de aleación ligera recubierta en tela.

## Historia operacional
Las entregas no se iniciaron hasta enero de 1940. Después de una serie de pruebas con los primeros ejemplares de producción, se hizo evidente que el diseño era seriamente defectuoso. Aunque ligero y rápido, su construcción de madera no permitía la instalación un motor más potente. El motor original limitaba seriamente la velocidad de ascenso y maniobrabilidad con el resultado que el Caudron fue retirado del servicio activo en febrero de 1940. Se estima en unos 40 el número de C.714 entregados a las Fuerzas Aéreas francesas, y la producción se canceló cuando se habían construido alrededor de 90 unidades.

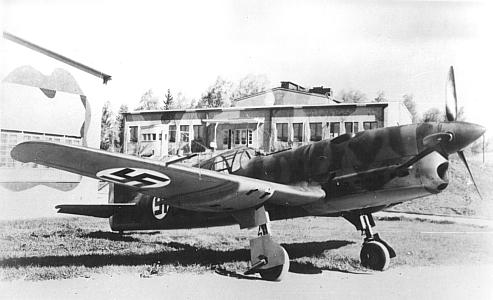
Caudron C.714 con marcas finlandesas

Cincuenta de estos aviones fueron desviados a Finlandia para participar en la Guerra de Invierno, estando destinados a ser volados por pilotos franceses. Sin embargo, los eventos bélicos en Francia dieron lugar a que solo seis aviones se entregaran en marzo de 1940, y un envío adicional de diez estaba esperando su embarque en el puerto cuando se detuvieron las entregas. Los seis aviones que llegaron fueron ensamblados y probados teniendo en cuenta los registros CA-551 a CA-556. El avión resultó ser demasiado poco fiable y peligroso de utilizar en las condiciones climáticas finlandesas y no se utilizaron en combate. Dos de las aeronaves fueron dañadas durante un vuelo de transporte a Pori. Además, los pilotos finlandeses encontraron que era difícil despegar y aterrizar la aeronave desde las bases avanzadas del frente. Los C.714 finlandeses fueron almacenados el 10 de septiembre de 1940 y puestos fuera de servicio en 1941.
El 18 de mayo de 1940, 35 Caudron fueron entregados a un escuadrón polaco, conocido como el Groupe de Chasse Varsovie (GC I/145, estacionados en el aeródromo de Mions, que entró en acción frente a los alemanes entre el 2 y el 13 de junio de 1940. Después de solo 23 salidas, la opinión adversa existente sobre este caza fue confirmada por los pilotos de la línea del frente que expresaron su preocupación por su falta de potencia para enfrentarse a los cazas alemanes. El 25 de mayo, solo una semana después de que su introducción, el ministro de Guerra francés Guy La Chambre ordenó que todos los C.714 fueran retirados del servicio activo. Sin embargo, ya que las autoridades francesas no tenían ningún otro avión que ofrecer, los pilotos polacos ignoraron la orden y continuaron volando los Caudron. A pesar de volar un avión de combate irremediablemente anticuado en comparación con el Messerschmitt Bf 109, los pilotos polacos se anotaron doce confirmadas y tres victorias no confirmados en tres combates entre el 8 y el 11 de junio, perdiendo nueve en el aire y nueve más en el terreno. Curiosamente, entre los aviones derribados había cuatro bombarderos Dornier Do 17, pero también tres Messerschmitt Bf 109 y cinco cazas bimotores Messerschmitt Bf 110. El C.714 también fue utilizado por un escuadrón polaco de entrenamiento basado en Bron cerca de Lyon. Aunque los pilotos lograron dispersar varios bombardeos, y no consiguieron ningún derribo, sin embargo, no perdieron ninguno de los aparatos.
Tras el colapso francés, las Fuerzas Aéreas de la Francia de Vichy utilizaron unos pocos aparatos; aproximadamente 20 que fueron confiscados más tarde por los alemanes a partir de noviembre de 1942 y utilizados por la Luftwaffe.

## Variantes
C.720
Versión de entrenamiento del C.714, propulsada por los motores lineales Renault 6Q de 220 hp, o Renault 4Pei Bengali de 150 hp 

C.760
Prototipo provisto del motor de 12 cilindros en V invertida Isotta-Fraschini Delta RC.40 de 750 hp
C.770
Prototipo con motor Renault 626 de 800 hp

## Operadores
Francia
- Armée de l'air

 Finlandia
- Fuerza Aérea Finlandesa

## Especificaciones técnicas
Referencia datos: Green, William; Swanborough G. The Complete Book of Fighters, Smithmark 1994 ISBN 0-8317-3939-8

### Características generales
- Tripulación: 1
- Longitud: 8,53 m
- Envergadura: 8,97 m
- Altura: 2,87 m
- Perfil alar: 12,50 m²
- Peso vacío: 1.400 kg
- Peso máximo al despegue: 1.750 kg
- Planta motriz:  lineal 12 cilindros en V invertida 60° Renault 12R-01.
  - Potencia: 370 kW (510 HP; 503 CV) cada uno.

### Rendimiento
- Velocidad nunca excedida (Vne): 485 km\h a 4000 m
- Velocidad crucero (Vc): 320 km\h
- Alcance: 900 km
- Techo de vuelo: 9100 m

### Armamento
- Ametralladoras: 4× MAC 1934 cal. 7,5 mm